# Jiří Jesenský
Jiří Jesenský (27 de septiembre de 1905-24 de octubre de 1942) fue un deportista checoslovaco que compitió en esgrima, especialista en la modalidad de florete. Ganó una medalla de bronce en el Campeonato Mundial de Esgrima de 1938 en la prueba por equipos.

## Palmarés internacional
| Campeonato Mundial | Campeonato Mundial        | Campeonato Mundial | Campeonato Mundial  |
| Año                | Lugar                     | Medalla            | Prueba              |
| ------------------ | ------------------------- | ------------------ | ------------------- |
| 1938               | Pieštany (Checoslovaquia) | Medalla de bronce  | Florete por equipos |